# Grad Sforzesco, Milano
Grad Sforzesco (italijansko: Castello Sforzesco) je grad v Milanu, v severni Italiji. Zgrajen je bil v 15. stoletju po naročilu  Francesca Sforze, milanskega vojvode, na ostankih utrdbe iz 14. stoletja. Kasneje so ga obnovili in povečali, v 16. in 17. stoletju je bil ena izmed največjih citadel v Evropi. Luca Beltrami ga je obširno obnovil leta 1891-1905, v njem je več mestnih muzejev in umetniških zbirk.

## Zgodovina
Originalno zgradbo je naročil lokalni vladar Galeazzo II. Visconti v 1358 - okoli 1370 , ko je bil ta grad znan kot Castello di Porta Giova (ali Porta Zubia), iz imena vrat v obzidju, ki se nahajajo v bližini.  Njegovi nasledniki Gian Galeazzo, Giovanni Maria in Filippo Maria Visconti so ga razširili tako, da je postal kvadratnega tlorisa z 200 m dolgimi stranicami, štirimi stolpi na vogalih in do 7 m debelimi zidovi. Grad je bil glavna rezidenca v mestu gospodov Viscontijev in bil uničen v času kratkotrajne Zlate Ambroževe republike (italijansko Aurea Repubblica Ambrosiana - 1447–1450), ki jih je izrinila leta 1447.
Leta 1450 je Francesco Sforza, ko je uničil republikance, začela obnovo gradu, da se je spremenil v knežje prebivališče. Leta 1452 je najel kiparja in arhitekta Filareteja za oblikovanje in okrasitev osrednjega stolpa, ki je še vedno znan kot Torre del Filarete. Po Francescovi smrti, je gradnjo nadaljeval njegov sin Galeazzo Maria, pod vodstvom arhitekta Benedetto Ferrinija. Dekoracijo so izvajali lokalni slikarji. Leta 1476, v času regentstva Bone Savojske, je bil zgrajen stolp z njenim imenom.
Leta 1494 je gospodar Milana postal Ludovico Sforza in poklical številne umetnike, da so dekorirali grad. To sta bila tudi Leonardo da Vinci (ki je poslikal več prostorov, v sodelovanju z  Bernardinom Zenalejem in  Bernardinom Butinonejem) in Bramante, ki je naslikal freske v Sala del Tesoro . Sala della Balla je bila okrašena z dejanji Francesca Sforze. Okoli 1498 je Leonardo delal na stropu Sala delle Asse in naslikal rastlinske motive. V naslednjih letih pa je bil grad poškodovan zaradi napadov italijanskih, francoskih in nemških vojakov. Dogradili so bastijon, znan kot tenaglio, morda ga je zasnoval Cesare Cesariano. Po francoski zmagi leta 1515 v bitki pri Marignano, so se premagani Maximilian Sforza, njegovi švicarski plačanci in kardinal-škof Siona, umaknili v grad. Toda kralj Franc I. Francoski jim je sledil v Milano in njegovi inženirci so postavili mine pod grajske temelje, nakar so branilci kapitulirali. Leta 1521, v obdobju, v katerem je bil uporabljen kot skladišče orožja, je Torre del Filarete eksplodiral. Ko se je Francesco II. Sforza vrnil v Milanu na kratko na oblast, je bila trdnjava obnovljena in povečana in del prilagojen za prebivališče njegove žene, Kristine Danske.
Pod špansko prevlado, ki je sledila, je grad postal citadela, saj se je sedež guvernerja preselil v vojvodske palače (1535). Njegova posadka je štela med 1.000 do 3.000 ljudi, ki jih je vodil španski castellan. Leta 1550 so začeli grad prilagajati slogu sodobne utrdbe, kot šesterokotnik (prvotno pentagon) v obliki zvezdaste utrdbe, z 12 bastijoni. Zunanje obzidje je obsegalo 3 km v dolžino in zajemalo površino 25,9 ha.  Grad je ostal v uporabi kot utrdba tudi po tem, ko so Špance v Lombardiji nadomestili Avstrijci.
Večina zunanjih utrdb je bila v času Napoleonove vladavine v Milanu pod Cisalpinsko republiko porušena. Polkrožni Piazza Castello je bil zgrajena okoli mestne strani gradu, ki ga obdajajo radialna ureditev ulic novih urbanih blokov, ki jih omejuje Foro Buonaparte. Območje na strani "grajskega podeželja" je bil določen kot 700 m krat 700 m velik kvadratni trg za parade, znan kot Piazza d'armi.
Po združitvi Italije v 19. stoletju je bil grad spremenjen iz vojaških namenov in predan mestu Milano. Parco Sempione, eden največjih parkov v mestu, je nastal na območju nekdanjega prostora za parade.
Milanska vlada se je zavezala restavratorskim posegom v režiji  Luce Beltramija. Via Dante je prerezala srednjeveško ureditev ulic leta 1880 in zagotovila neposredno promenado med gradom in stolnico na osi pri glavnih vratih. Osrednji stolp nad glavnim vhodom mesta, znan kot Torre Filarete, je bil obnovljen med letoma 1900 in 1905 kot spomenik kralja Umberta I., na podlagi iz 16. risb stoletja, 
Bombardiranje Milana leta 1943, med drugo svetovno vojno, je močno poškodovalo grad. Povojno obnovo objekta za muzejske namene je opravilo arhitekturno partnerstvo BBPR (Gianluigi Banfi (1910-1945), Lodovico Barbiano di Belgiojoso (1909-2004), Enrico Peressutti (1908-1976) in Ernesto Nathan Rogers (1909-1968)).

## Opis
Grad ima štirioglat tloris, znotraj mestnih zidov. Zid, ki je nekoč mejil na podeželje severno od Milana, ima kvadratne stolpe in šilasta vrata. Ta so bila nekoč dostopna preko dvižnega mostu. Severni stolp je znan kot Torre della Corte, medtem ko se zahodni imenuje Torre del Tesoro: oba sta dobila v času Sforza široka okna.
Za vogalni stolp Torre Ducale je značilna mostna loža, pripisana Bramanteju in jo je Ludovico Sforza naročil v poznem 15. stoletju, za povezavo Corte Ducale (dvora, ki se je uporabljal kot vojvodsko prebivališče) in Cortile della Ghirlanda. Ta girlanda se nanaša na zid, ki je bil zavarovan z jarkom, napolnjenem z vodo, in je bil zgrajen v času Francesca Sforze, in od katerega je danes ostalo še nekaj sledi, vključno z Porta del Soccorso. Ostanki dveh kasnejših ravelinov (izpostavljenih delov) je mogoče videti v ujemajoči točki, v kateri je bil grad povezan z mestnim obzidjem (v bližini vrat Porta Comasina) in Porta del Carmine. Vrata Porta della Ghirlanda, ki so peljala skozi ravelin (sedaj izgubljena) so imela dva vhoda dostopna preko steze, in so vodila k podzemnim hodnikom, ki so se nadaljevali ob zidovju.
Zunanja stran, ki je bila nekoč obrnjena proti mestu ima dva okrogla stolpa, ki ju je Francesco Sforza zamenjal s prejšnjima kvadratnima, ki sta postala manj primerni za obrambo pred ognjenim orožjem. Osrednji stolp, ki se imenuje Torre del Filarete, je sodobno obnovljen. Okrogla stolpa sta izgubila zgornji del pod Avstrijci, ki so potrebovali odprt prostor za svoje topništvo. Današnji zgornji del je tudi sodobno obnovljen. Torre del Filarete in Porta del Santo Spirito, ki se nahajajo bolj proti jugu, imata oba pred seboj ravelin.
Glavna vrata pripeljejo do velikega dvorišča, iz katerega je mogoče videti več notranjih elementov. To so stolp Bonze Savojskega (1476) in Rocchetta, neke vrste notranji obrambni ridotto s svojimi vrati. Na desni strani Porta del Carmine so ostanki dveh dvorišč iz 15. stoletja. Rocchetta, katere dostopna vrata vodijo iz glavnega dvorišča (sodoben dodatek), ima grb Sforze, ima notranje dvorišče in na treh straneh ob vhodu z 15. stoletja arkade. Corte Ducale je krilo gradu, prvotno uporabljeno kot vojvodsko prebivališče; ima dvorišče z dvema ložama, manjša na levi in večja na koncu, ki se imenuje Loggiato dell'Elefante zaradi prisotnosti freske slona.

## Muzeji
Grajski kompleks vsebuje nekatere muzeje:
- Pinacoteca del Castello Sforzesco, [5] z umetniško zbirko del ko so Andrea Mantegna Trivulzio Madonna in mojstrovine Canaletta, Giovanni Battista Tiepola, Vincenzo Foppa, Tiziana and Tintoretta.
- Muzej antične umetnosti z orožarno, tapiserijami in nekaj nagrobnimi spomeniki.
- Muzej glasbenih instrumentov.
- Egipčanski muzej.
- Prazgodovinska zbitka Arheološkega muzeja Milana.
- Zbirka uporabne umetnosti.
- Muzej antičnega pohištva in lesenih skulptur.
- Achille Bertarelli Print Collection.
- Muzej Rondanini Pietà z Michelangelovim zadnjim kipom[6]

Knjižnica Trivulziana ima "Codex Trivulziano, rokopis Leonarda da Vincija. Nove slike odkrite na gradu v letu 2012 je mogoče pripisati Caravaggiu.

## Grobnice
- Bona Savojska